# Kiedy znów zakwitną białe bzy (album Jerzego Połomskiego)
Kiedy znów zakwitną białe bzy – szósty longplay polskiego piosenkarza Jerzego Połomskiego, wydany w 1973 roku nakładem wydawnictwa muzycznego Polskie Nagrania „Muza”. Album zawiera 13 utworów wykonywanych przez wokalistę.
W 2001 roku wydano na płycie kompaktowej reedycję albumu, poszerzoną o utwory „Śpij kochanie” oraz „Naucz mnie córeczko”, napisanej przez Janusza Odrowąża do muzyki Marka Sarta. Album ukazał się nakładem tej samej wytwórni płytowej.

## Lista utworów
Opracowano na podstawie materiału źródłowego.
| Strona A | Strona A                        | Strona A                            | Strona A             | Strona A |
| Nr       | Tytuł utworu                    | Muzyka                              | Słowa                | Długość  |
| -------- | ------------------------------- | ----------------------------------- | -------------------- | -------- |
| 1.       | „Kiedy znów zakwitną białe bzy” | F. Doelle                           | Harryman             |          |
| 2.       | „Trudno”                        | Tadeusz Müller, Emanuel Szlechter   | Emanuel Szlechter    |          |
| 3.       | „Jak gdyby nigdy nic”           | Fred Scher                          | Jerry                |          |
| 4.       | „Każdemu wolno kochać”          | Zygmunt Karasiński, Szymon Kataszek | Emanuel Szlechter    |          |
| 5.       | „Za późno”                      | Zygmunt Karasiński                  | Jerry                |          |
| 6.       | „Piosenka przypomni Ci”         | Zbigniew Maciejowski                | Zbigniew Maciejowski |          |
| 7.       | „Więcej gazu”                   | C. Oberfeld                         | Andrzej Włast        |          |

| Strona B | Strona B                   | Strona B                      | Strona B               | Strona B |
| Nr       | Tytuł utworu               | Muzyka                        | Słowa                  | Długość  |
| -------- | -------------------------- | ----------------------------- | ---------------------- | -------- |
| 1.       | „Zapomniana piosenka”      | Jan Markowski                 | Aleksander Antoniewicz |          |
| 2.       | „Kiedy będziesz zakochany” | Bronisław Horowicz            | Bronisław Horowicz     |          |
| 3.       | „Przeminęło z wiatrem”     | Adam Lewandowski              | Sewer                  |          |
| 4.       | „Śpij moje serce”          | J. Altschuler, Oskar Strock   | Andrzej Włast          |          |
| 5.       | „Miasteczko Bełz”          | P. Burstein, L. Frey, N. Lith | J. Roman               |          |
| 6.       | „To ostatnia niedziela”    | Jerzy Petersburski            | Zenon Friedwald        |          |